# 辽阳会战
辽阳会战（俄語：Сражение при Ляояне，日语：／ Ryōyō-kaisen；1904年8月25日－9月3日）是日俄战争陆上战场中的第一场大型战役。战事主要围绕今属辽宁省的辽阳市周边进行。当时，这座城市既是连接旅顺港和奉天的南满铁路上的人口聚居地，又是俄军在南满洲的军事重镇，战略地位十分重要。俄军在城市周围设置了三条防线。

## 背景
大日本帝国陆军登陆辽东半岛后，日军将领大山巖便将其部队分为多路。乃木希典中将率领的第三军进攻南部的俄国海军基地旅顺港。第一军，第二军，第四军则在辽阳会合。俄军将领亞歷克塞·庫羅帕特金则决定采用以土地换时间的方针，通过一系列有计划的撤退来拖延日军的行动，以等待援军到来后，用数倍于日军的优势击败对方。 然而，俄国总督葉夫根尼·伊萬諾維奇·阿列克謝耶夫却不喜欢这个方案，他想进行主动出击以求速战速决。

## 战前准备
亞歷克塞·庫羅帕特金将军在辽阳总计部署了14个师（158000名士兵）和609门炮。他将他的部队分为三个集群。东部集群由亚历山大·冯·比尔德林将军统领，下辖第三西伯利亚集团军和第十欧洲军。南部集群由尼古拉·扎鲁巴耶夫将军率领，下辖第一西伯利亚军,第二西伯利亚军和第四西伯利亚军，帕夫洛·米先科中将率领的11个骑兵中队也被部署于此。庫羅帕特金将军准备了30个营的预备队。防线最外端位于古城墙南12英里外的地方。由于正值雨季，当地地形十分泥泞，对防守十分有利 
大山岩将军也将他的部队分为三路；黑木為楨将军统领的第一军，奧保鞏将军统领的第二军，野津道貫将军统领的第四军。他手下总共有8个师（120000人）的部队，装备有170门重炮。日军作战计划由儿玉源太郎将军提出。按计划，在第一军经由摩天岭向城市前进的同时，第二军应沿铁路线深入推进，第四军则作为预备队驻扎在第二军右侧直至战役结束。
因为情报上的不对等，俄军方面只认为他们在数量上是胜过对方的。然而日军方面却在当地百姓的支持下得到了俄军兵力的情报。大山岩将军知道他的兵力处于劣势，便寄希望于进攻旅顺港的部队在攻下旅顺港后赶回支援，不过，3周后，日军在旅顺方面的攻势仍没有什么进展，大山岩将军决定不再等待。

## 战役经过
8月25日，日军炮兵开始进行炮击，長谷川好道率领的近卫师团随后对俄军第三西伯利亚军发起攻击。不过，俄军在重炮的掩护下击退了这次攻击。日军伤亡超过一千人。
8月25日夜，日军第二师团和第十二师团向驻守辽阳东面的第十西伯利亚军发动攻击,双方整晚在一座叫“Peikou”的山上激战，8月26日，这座山落入日军手中。俄军将领命令部队在大雨和浓雾的掩护下撤至环绕辽阳城外的防线，并补充兵员。当天日军第二军和第四军的推进也在到达城南的最外层防线前遭到了扎鲁巴耶夫将军部队的阻挠。 
8月27日，出乎日军指挥官预料的是，俄军非但没有发动反攻，还主动放弃了最外围防线撤至第二道防线。这条防线位于辽阳南部7英里处。 俄军在防线上的一些小山，比如首山堡，布放。 对于俄军来说，这么短的防线是很好防守的。不过，这也给了大山岩将军一举全歼俄国满洲部队的机会。大山岩将军命令黒木将军带兵向北行进以控制南满铁路并截断俄军逃跑路线。其余部队则准备正面向辽阳城南的俄军防线发起进攻。
8月30日，日军发动全线进攻，第二阶段的战斗打响。然而，俄军依托完善的防御工事和重炮支援，在8月30日和31日两次击退了日军的进攻，日军损失惨重。不过由于亞歷克塞·庫羅帕特金将军高估了日军数量，他既没有发动反攻，也没有投入预备部队。
9月1日，日军第一军已经攻下了首山堡，第二军也有将近一半的士兵渡过了俄军防线东8英里处的太子河。库罗帕特金将军随后决定放弃它强大的防线而是撤退至辽阳城外三条防线的最内处。日军若是推进，整个辽阳城，包括至关重要的火车站都将暴露在日军炮火之下。为击败度过太子河的日军，库罗帕特金将军决定发起反攻。此时，黑木将军在辽阳城东面只有两个完整的师团。而库罗帕特金将军投入了第一西伯利亚军和第十西伯利亚军与之对抗。不过，他们还是失败了。
同时，乔治·斯塔克伯格将军率领的俄军西伯利亚第一军在九月二日抵达，不过他的部队已经因为一路上的暴雨和淤泥而精疲力尽。当斯塔克伯格将军想让米先科将军派出他手下两个旅的哥萨克部队支援时，米先科将军却假称他的部队接到前往别处的命令，拒绝了斯塔克伯格将军。起初，俄军对日军的反击还算成功，但很快，有三个营的俄军就在混乱之中自相残杀，到了第二天早晨，这座山头又落回日军手中。九月三日，驻守最内层防线的扎鲁巴耶夫将军向库鲁帕特金将军报告称，他的部队弹药不足，随后，斯塔克伯格将军也报告他的部队过于疲惫，已无法继续攻击。最后，库鲁帕特金将军在接到日军第三军正准备截断俄军逃跑路线的消息后，终于决定放弃辽阳城，全军撤退至北面65千米处的奉天。这次撤退从9月3日开始，9月10日结束。

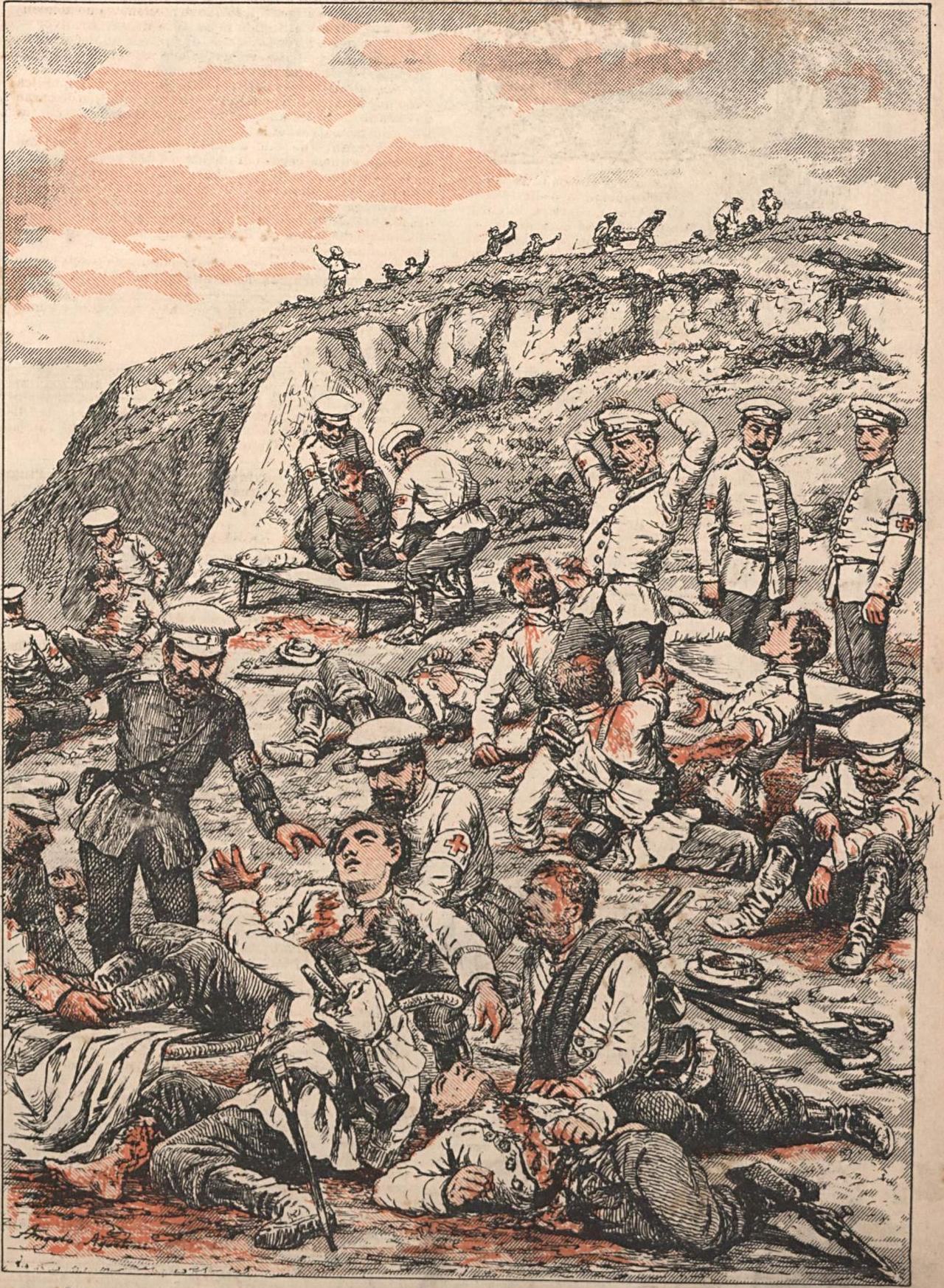
辽阳会战后，红十字会运输俄军伤兵的场面

## 后续
尽管大山岩将军旨在围歼俄军南满主力，俄军还是乘着疲惫的日军无法发动袭击的时候，有序地撤出了包围圈。9月7日，库鲁帕特金通知圣彼得堡方面称，他使俄军免于在辽阳被日军围歼，应该算是打了个大胜仗。俄国战争大臣维克托·萨哈罗夫则对此加以嘲讽。
由于伤亡十分惨重，东京方面并没有大张旗鼓的庆祝。
根据官方说法，日军方面有5537人阵亡，俄军则有3611人阵亡。 后来苏联方面的研究则表明俄军共有15548名士兵伤亡（2007人阵亡，1448人失踪，12093人负伤)，日军有23615人伤亡。 

## 图片
俄军使用了载人气球用来在空中观察地面战况

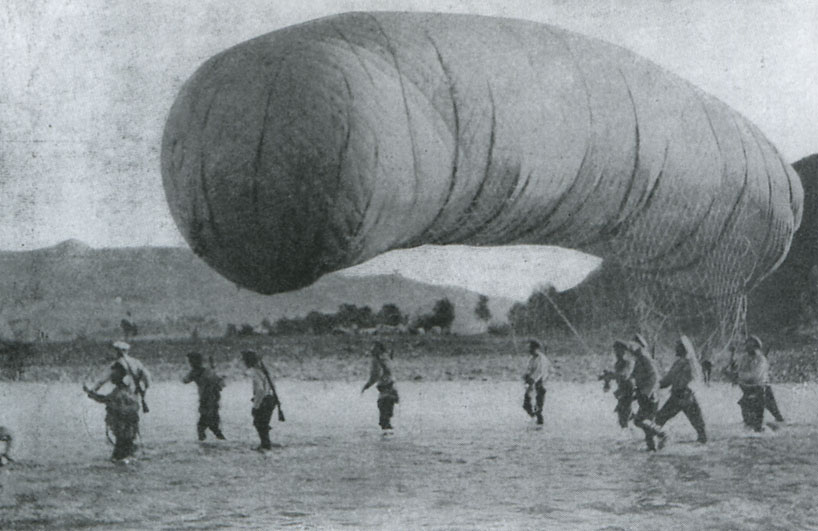
辽阳会战, 俄军人员操作观察气球
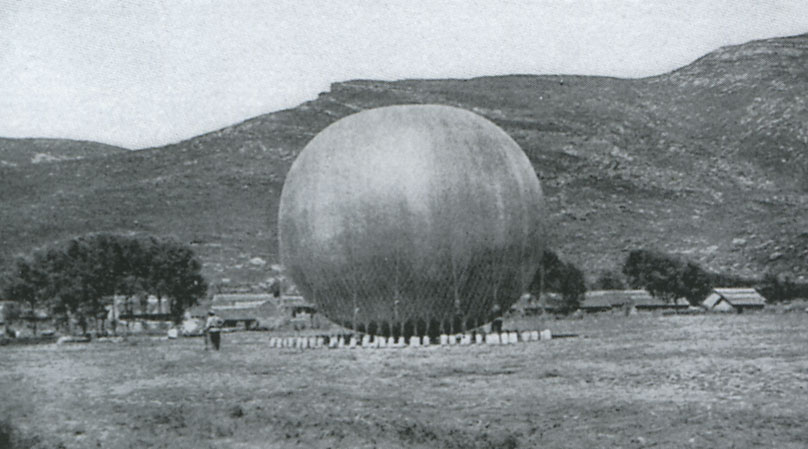
辽阳会战, 俄军观察气球在陆地
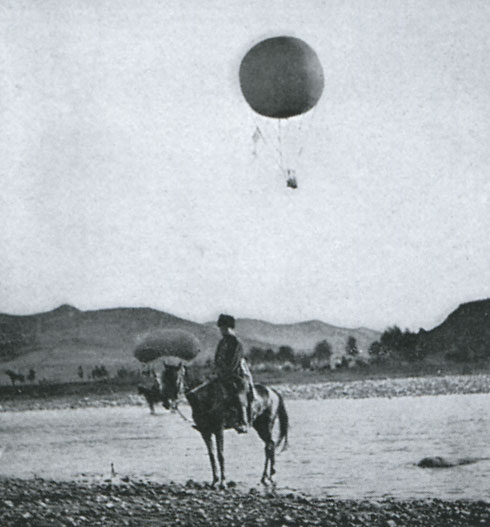
辽阳会战, 空中的俄军观察气球
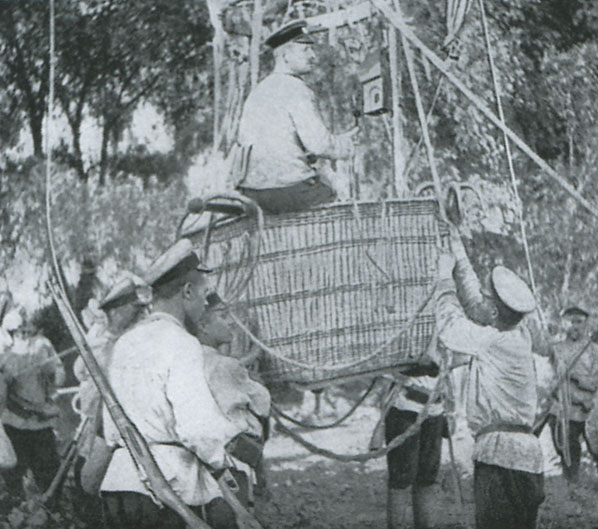
辽阳会战, 观测人员在气球上
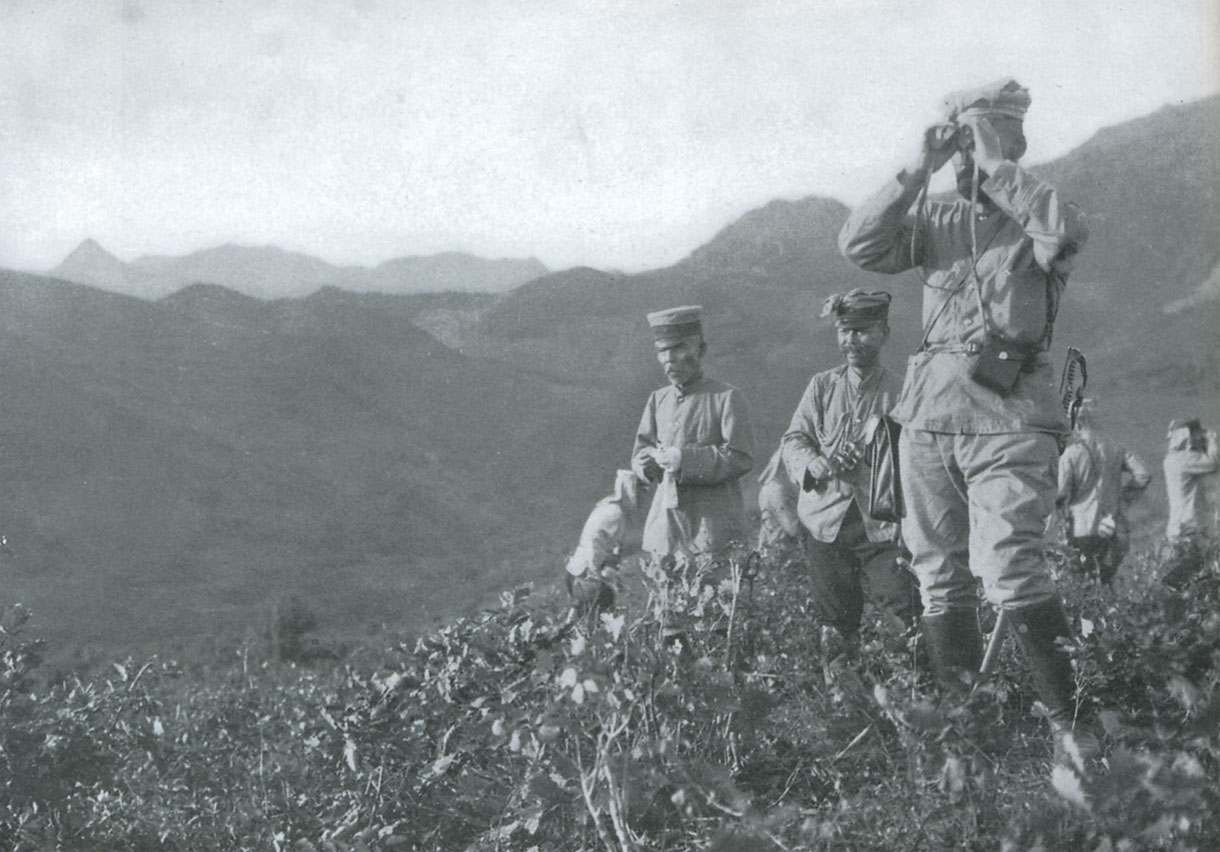
日军将官 黑木为桢